# Saint-Ismier
Saint-Ismier este o comună în departamentul Isère din sud-estul Franței. În 2009 avea o populație de 6.320 de locuitori.

## Evoluția populației
| An        | 1975  | 1982  | 1990  | 1999  | 2006  | 2009  |
| --------- | ----- | ----- | ----- | ----- | ----- | ----- |
| Populație | 3.085 | 4.472 | 5.292 | 5.935 | 6.191 | 6.320 |